# 伟世通

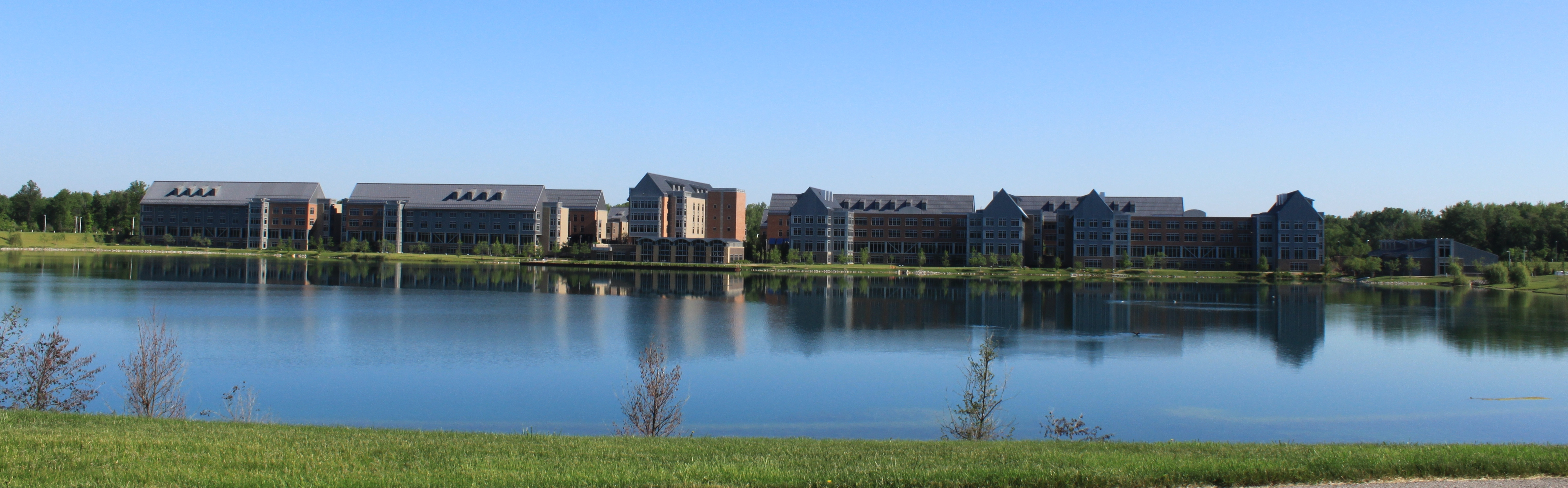
伟世通办公楼

伟世通（VC）是美国的一家跨国汽车零部件制造商。2000年从福特汽车中分立出来。客户包括BMW， Daimler， Ford， 通用汽车等。位列财富500强。汽车零部件制造企业世界排名第32名。